# Кирхеренбах
Кирхеренбах (њем. Kirchehrenbach) општина је у њемачкој савезној држави Баварска. Једно је од 29 општинских средишта округа Форххајм. Према процјени из 2010. у општини је живјело 2.285 становника. Посједује регионалну шифру (AGS) 9474143.

## Географски и демографски подаци
Кирхеренбах се налази у савезној држави Баварска у округу Форххајм. Општина се налази на надморској висини од 282 метра. Површина општине износи 8,2 km². У самом мјесту је, према процјени из 2010. године, живјело 2.285 становника. Просјечна густина становништва износи 278 становника/km².